# Darrylia
Darrylia é um gênero de gastrópodes pertencente a família Horaiclavidae.

## Espécies
- Darrylia abdita Espinosa & Ortea, 2018
- Darrylia bizantina Espinosa & Ortea, 2018
- Darrylia clendenini (García, 2008)
- Darrylia harryleei García, 2008[3]
- Darrylia kleinrosa (Usticke, 1969) (sinônimo: Miraclathurella kleinrosa (Nowell-Usticke, 1969); Drillia kleinrosa Nowell-Usticke, 1969)
- Darrylia maisiana Espinosa & Ortea, 2018
- Darrylia peggywilliamsae (Fallon, 2010)